# Leucandra haurakii
Leucandra haurakii är en svampdjursart som beskrevs av Brøndsted 1927. Leucandra haurakii ingår i släktet Leucandra och familjen Grantiidae. Inga underarter finns listade i Catalogue of Life.